# Mocarela
Mocarela  (italijansko: mozzarella) je vrsta italijanskega nitastega sira iz slanice.

## Značilnosti
Mocarela je sir iz južne Italije in sinonim Neaplja.  
Sir je snežno bele barve, milega okusa, s porcelanasto površino, testo je mehko in elastično, z majhno vsebnostjo maščob. Narejena je največkrat iz bivoljega ali kravjega mleka, ponekod tudi iz ovčjega mleka, najbolj cenjena je bivolja (mozzarella bufala).

## Proizvodnja
Mleko indijskega (vodnega) bivola ima približno dvakrat več maščob in beljakovin kot kravjeː maščob od 6 do 9 %, beljakovin pa od 4 do 6 % in je podobno ovčjemu. 
Pri izdelavi mocarele koščke sirnine vržejo v zelo vročo vodo, da postane testo (t.i. pasta filata) vlečljivo.  Iz njega oblikujejo sire, po navadi za pest velike krogle, lahko pa tudi sirčke v velikosti češnje, večje bloke ali valje. Izdelanemu siru ohranijo obliko s takojšnjim hlajenjem v ledeni vodi.
Mocarelo hranijo in prodajajo v rahlo slani slanici, večinoma zaprto v vrečkah. Po odprtju vrečke je treba sir porabiti v nekaj dneh.
Mocarelo tudi dimijo (mozzarella afumicata) ali jo dimijo in zorijo (mozzarella scamorza). 
Ker se mocarela odlično topi, je priljubljena na picah, poletnih solatah s paradižnikom in baziliko, zapečenih testeninah in zelenjavi.

### Zaščita označbe porekla
V Italiji so živila z zaščito označbe porekla največkrat opremljena z napisom »DOP« (Denominazione d'origine protteta), ter grafično oznako sheme, ki je sedaj identična evropski oz. slovenski.
Skupnost je v okviru živil z zaščiteno označbo porekla »DOP« za sire tipa mocarela v Italiji priznala sir Mozzarella di bufala campana .